# 拉沙佩勒马尔库斯
拉沙佩勒马尔库斯（法語：La Chapelle-Marcousse，法語發音：[la ʃapɛl maʁkus]）是法国多姆山省的一个市镇，位于该省南部，属于伊苏瓦尔区。

## 地理
拉沙佩勒马尔库斯（45°26'51"N, 3°5'53"E）面积19.72 平方千米，位于法国奥弗涅-罗讷-阿尔卑斯大区多姆山省，该省份为法国中南部省份，北起阿列省接壤，东临卢瓦尔省，南至上盧瓦爾省和康塔爾省，西接科雷兹省和克勒兹省。
与拉沙佩勒马尔库斯接壤的市镇（或旧市镇、城区）包括：多扎叙沃达布勒、马祖瓦尔、朗蒂耶尔、罗什夏尔-拉迈朗、圣埃朗。

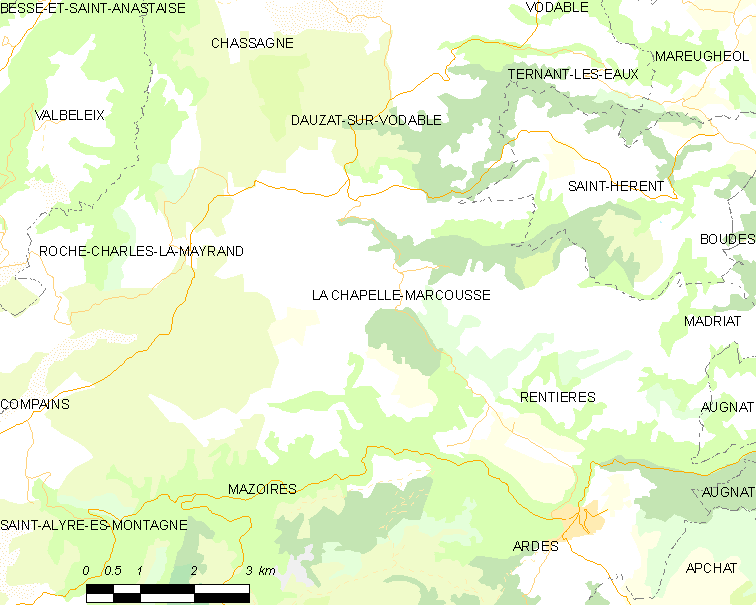
拉沙佩勒马尔库斯的OSM定位图

拉沙佩勒马尔库斯的时区为UTC+01:00、UTC+02:00（夏令时）。

## 行政
拉沙佩勒马尔库斯的邮政编码为63420，INSEE市镇编码为63087。

## 政治
拉沙佩勒马尔库斯所属的省级选区为布拉萨克莱米讷县。

## 人口

1962-2008年间拉沙佩勒马尔库斯人口变化图示

拉沙佩勒马尔库斯于2022年1月1日时的人口数量为64人。